# Музей Клода Моне в Живерни
Музей Клода Моне в Живерни (фр. Fondation Claude Monet) — художественно-мемориальный музейный комплекс, состоящий из дома и сада французского художника-импрессиониста Клода Моне в Живерни (департамент Эр в регионе Нормандия). 
Это второй по посещаемости туристический объект в Нормандии после Мон-Сен-Мишель. Так, например, в 2019 году его посетили 715 000 человек.

## Серия картин сада Живерни

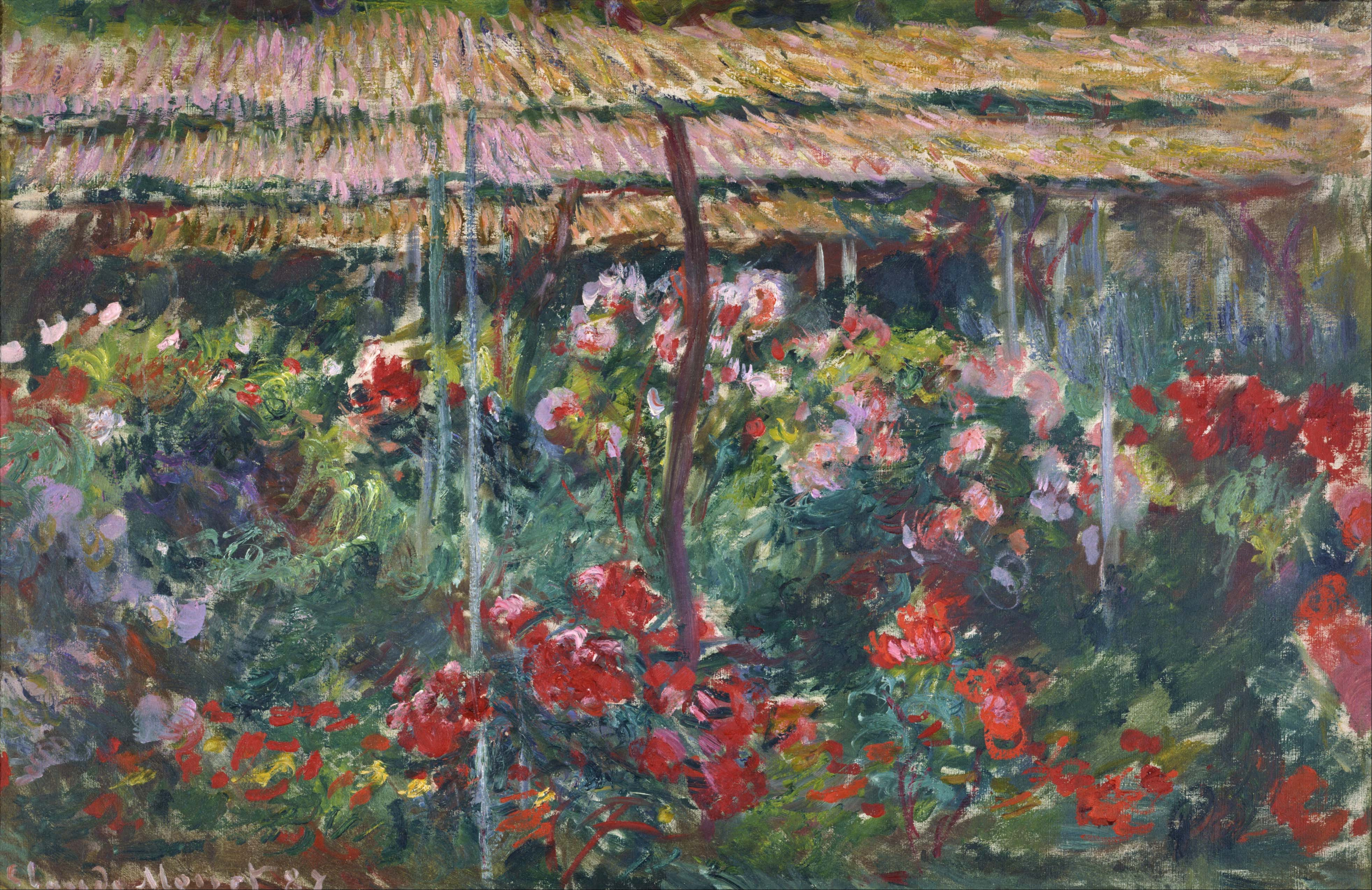
Jardin de pivoines, 1887, Национальный музей западного искусства (Токио)
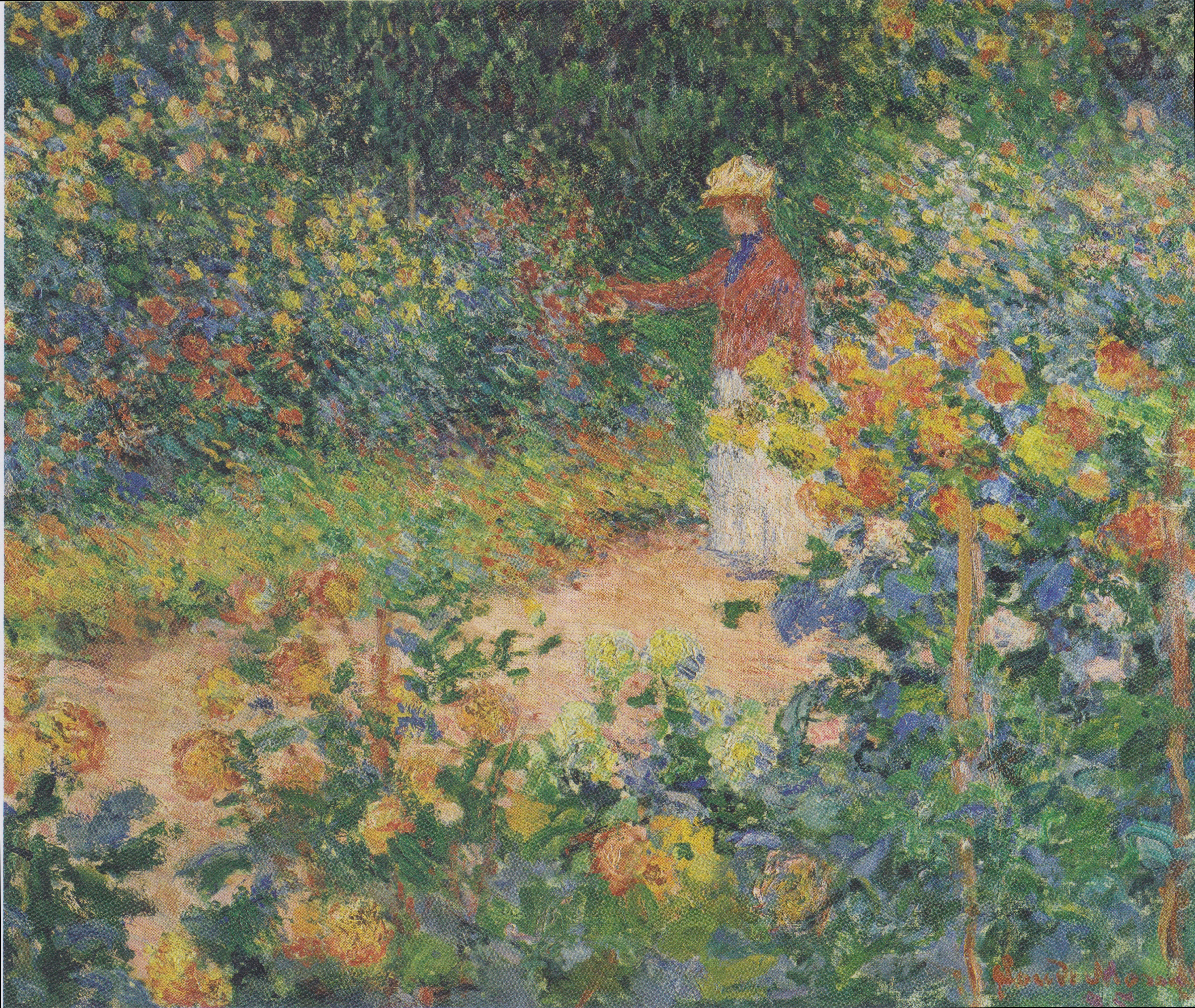
Dans le jardin, 1895, Собрание фонда Эмиля Бюрле (Цюрих)
Water Lilies and the Japanese Bridge, 1897–1899, Художественный музей Принстонского университета
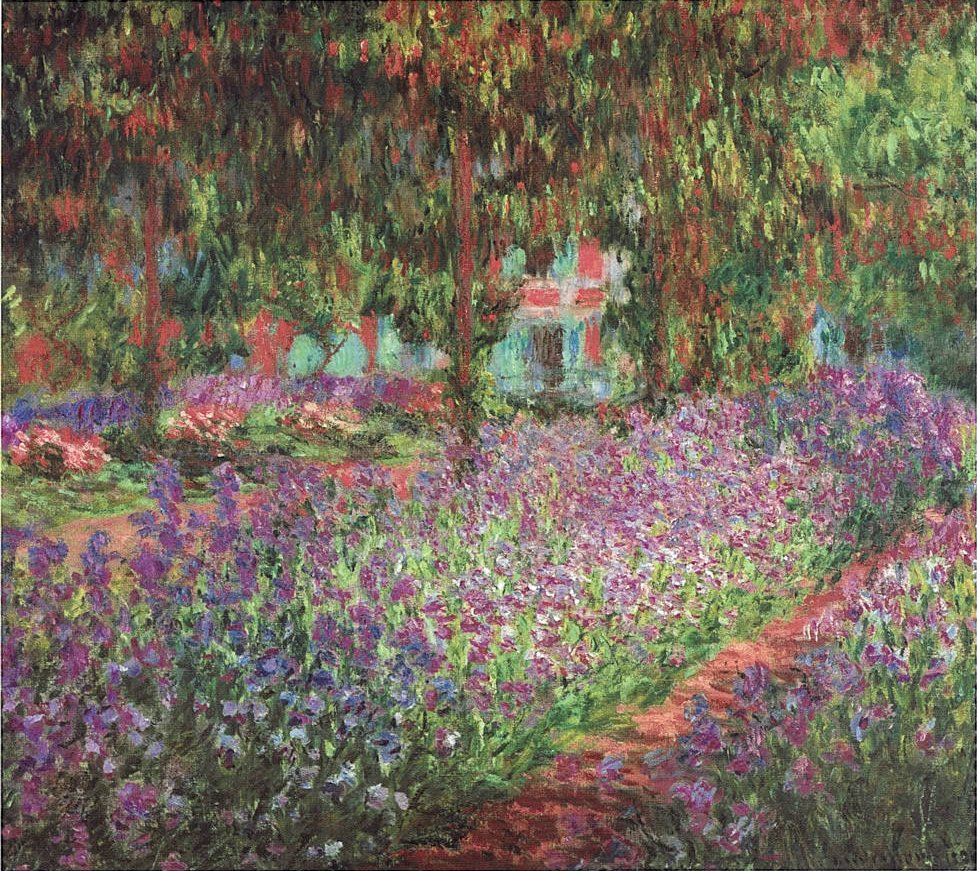
Le Jardin de l'artiste à Giverny, 1900, Музей Орсе, (Париж)
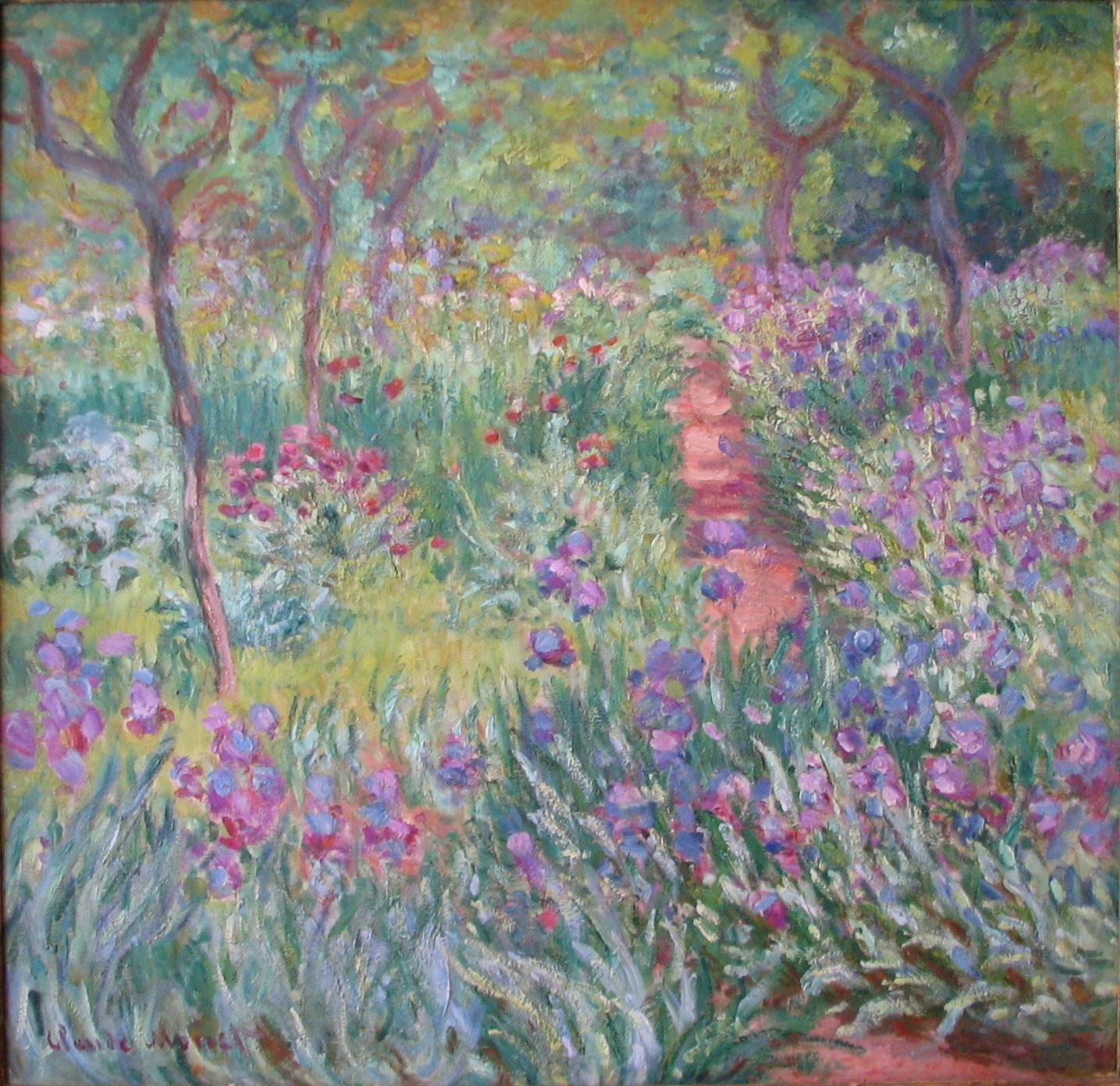
Le Jardin de l'artiste à Giverny, 1900, Художественная галерея Йельского университета
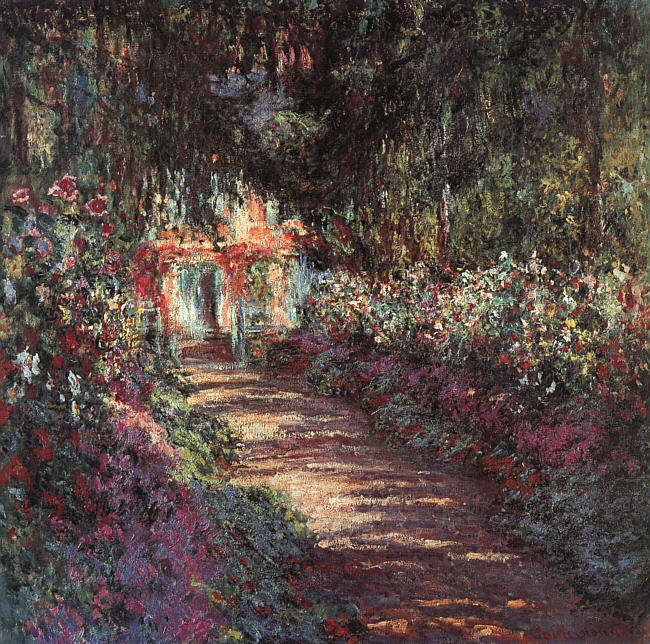
Le Jardin en fleurs, 1900
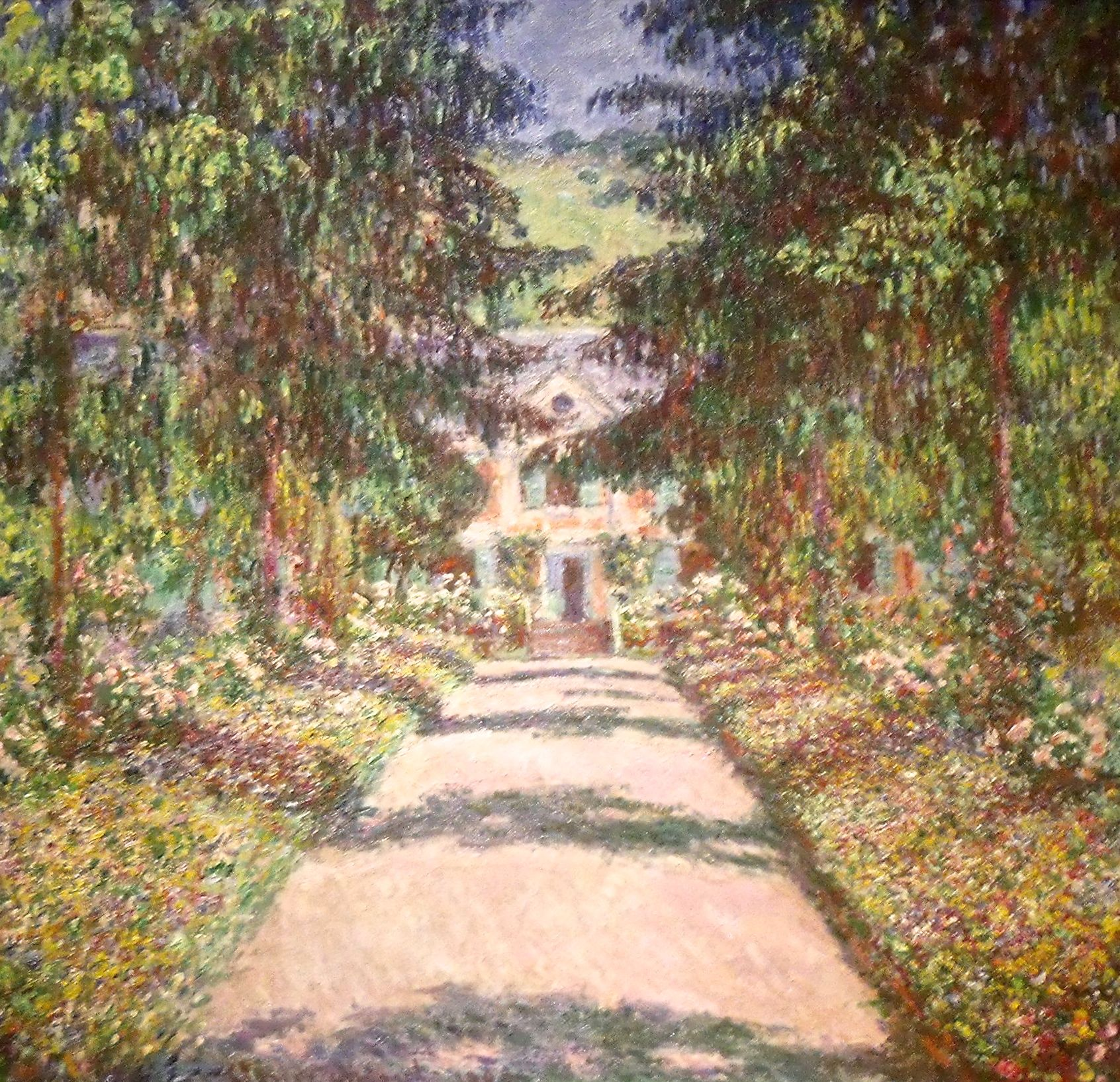
La Grande allée à Giverny, 1900, Монреальский музей изящных искусств
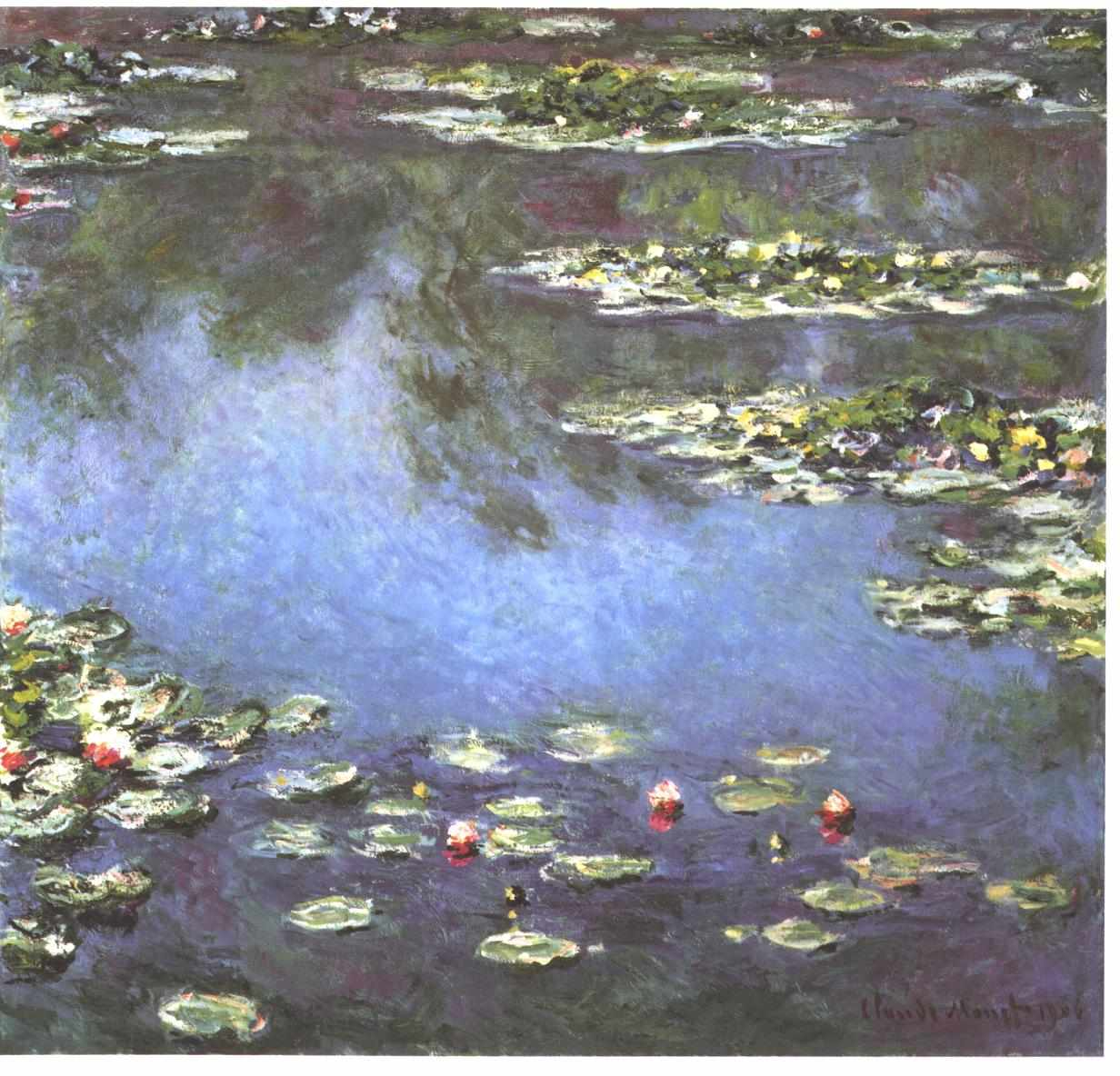
Water Lilies, 1906, Art Institute of Chicago
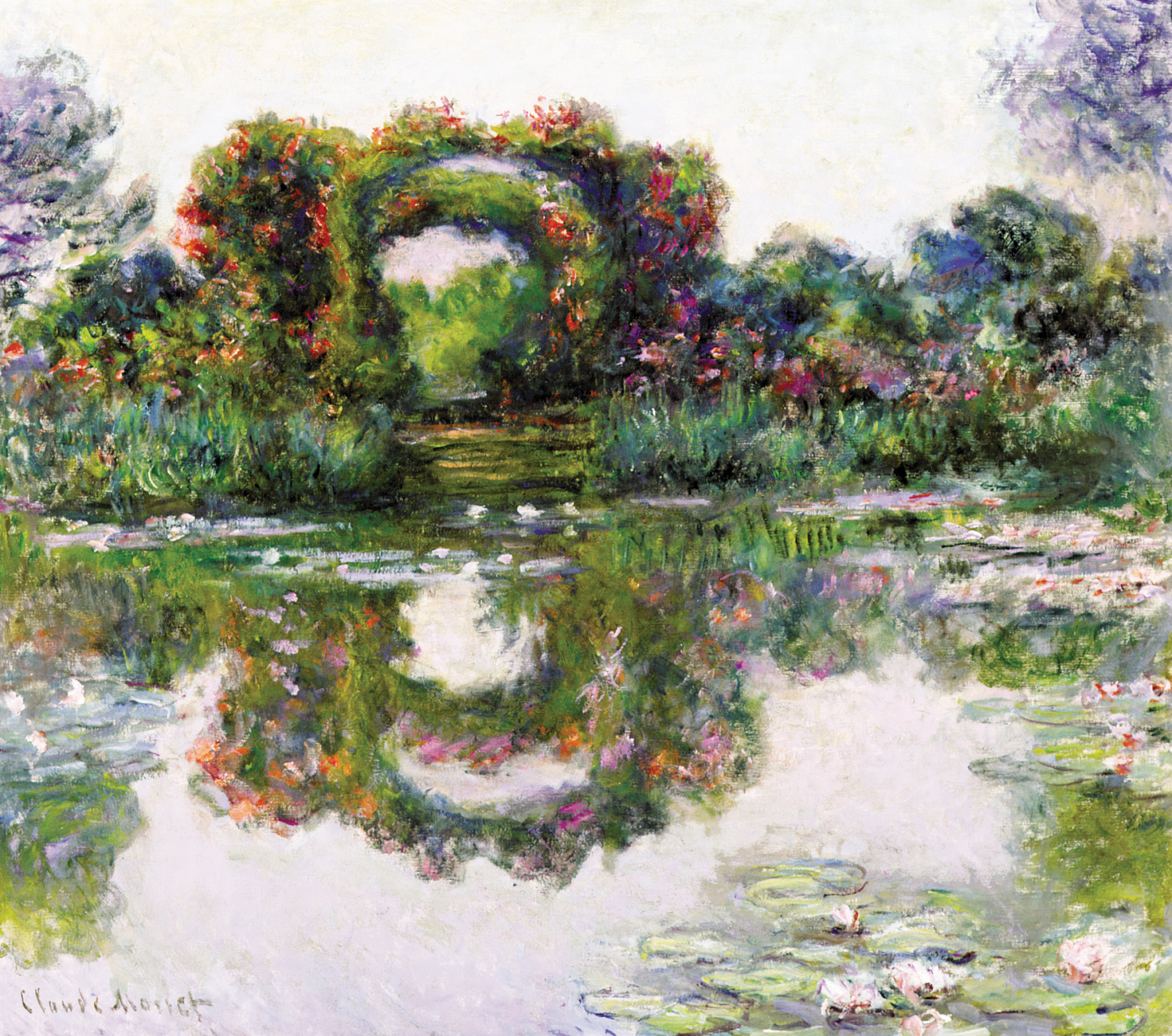
Les Arceaux fleuris, Giverny, 1913, Художественный музей Финикса
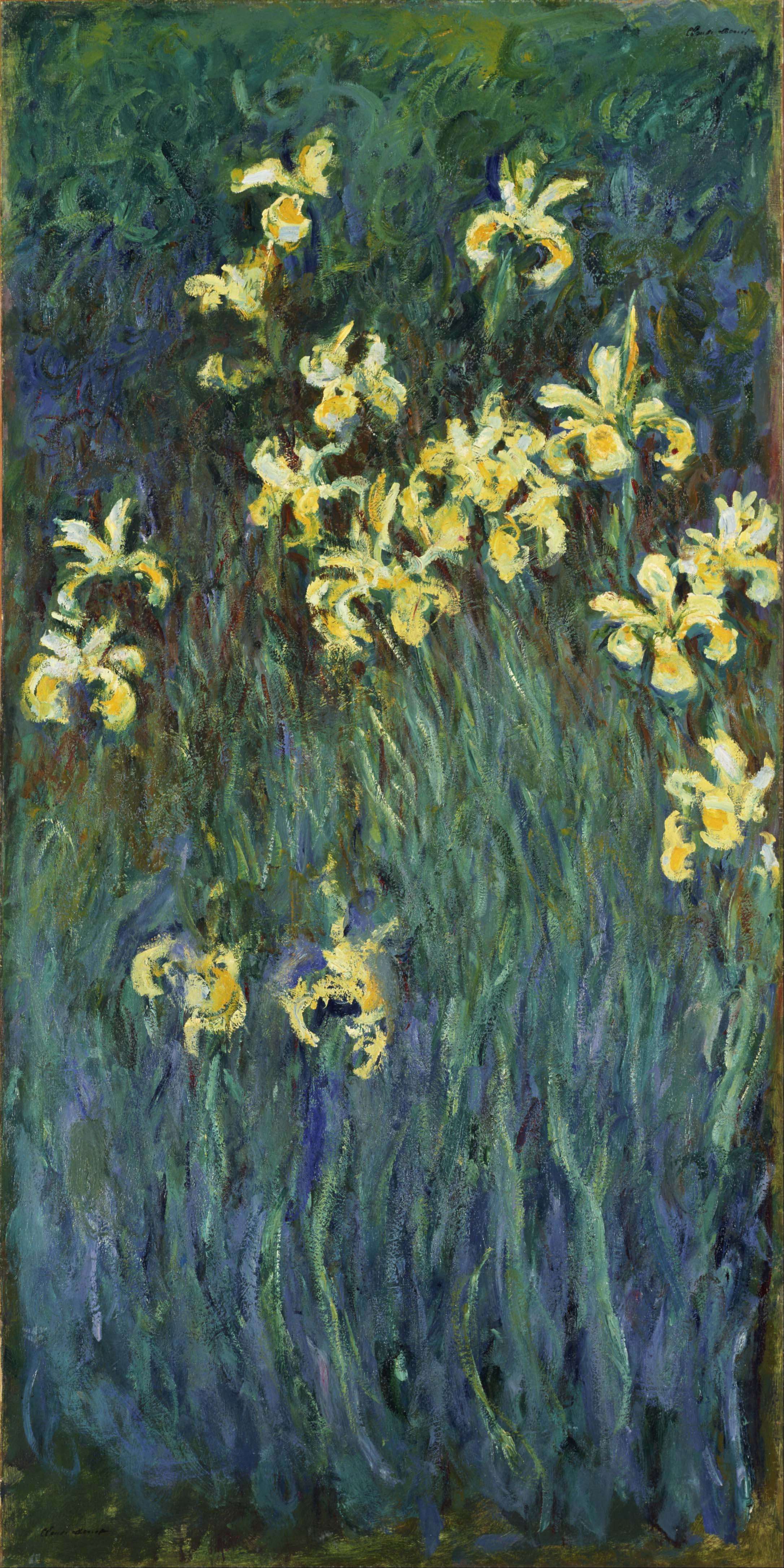
Iris jaunes, 1914, Национальный музей западного искусства (Токио)
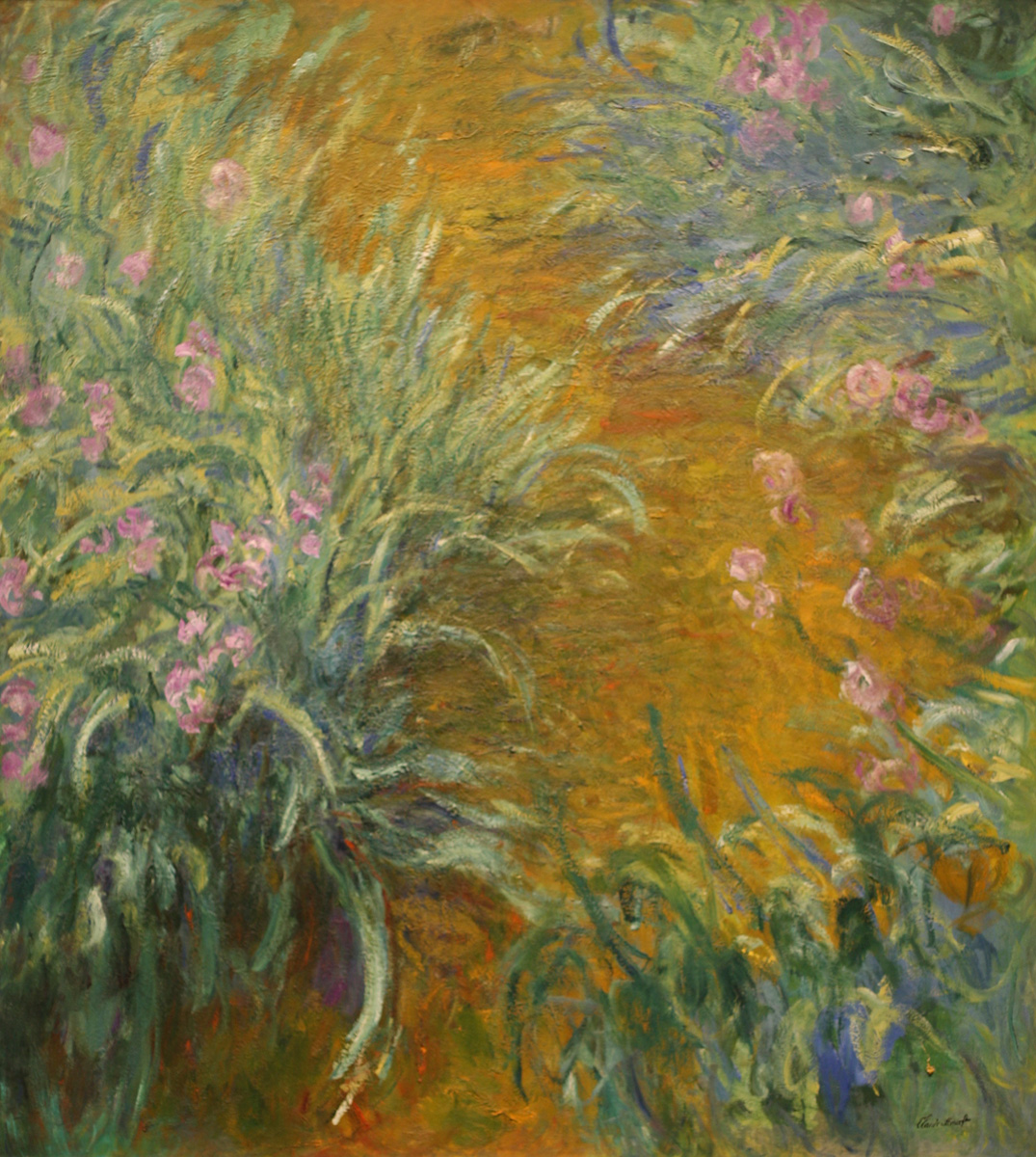
Le Chemin à travers les iris, 1914, Metropolitan Museum of Art (Нью-Йорк)
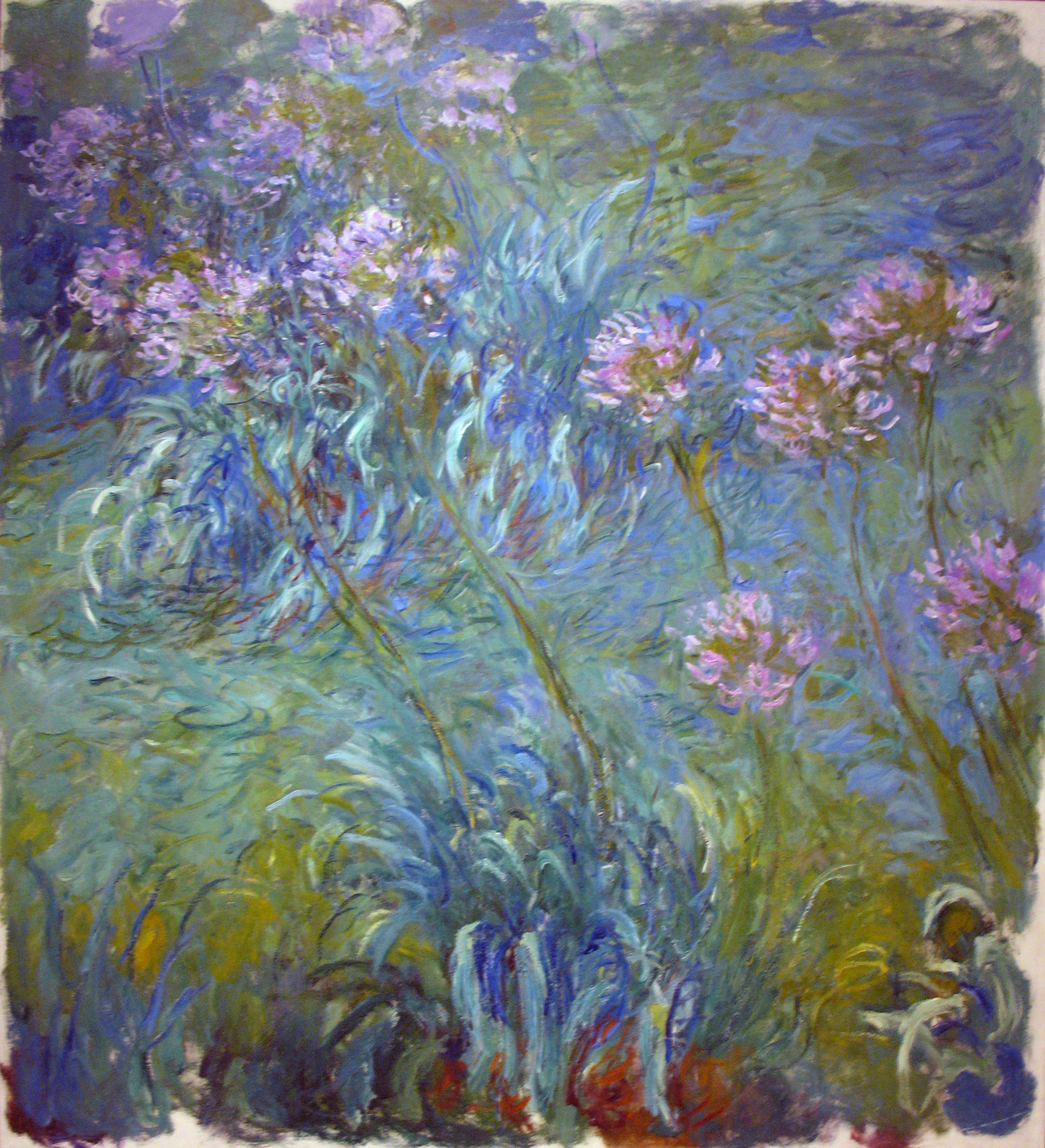
Les Agapanthes, 1914, Museum of Modern Art, (Нью-Йорк)
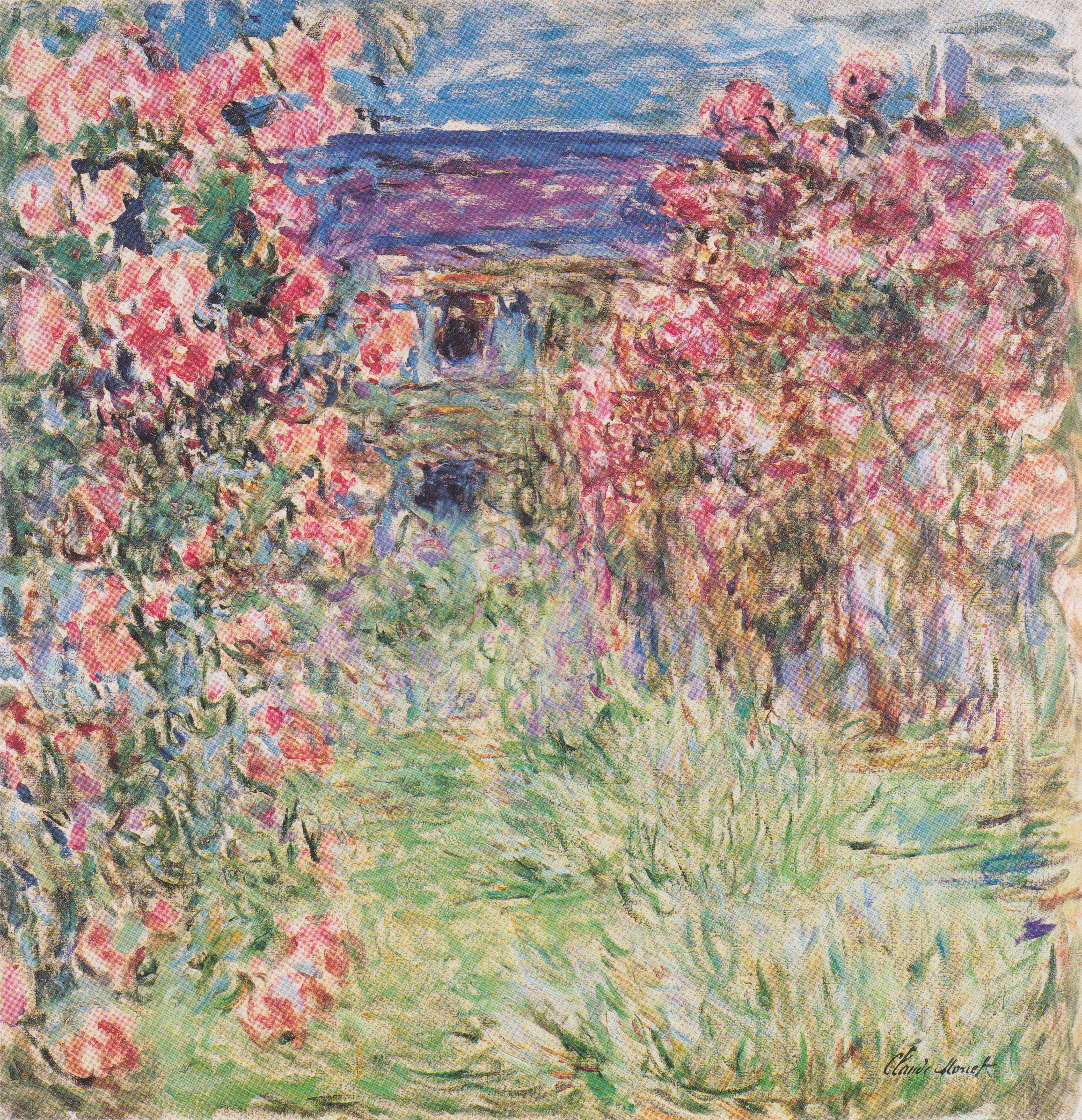
La Maison à travers les roses, 1917, Галерея Альбертина, (Вена)
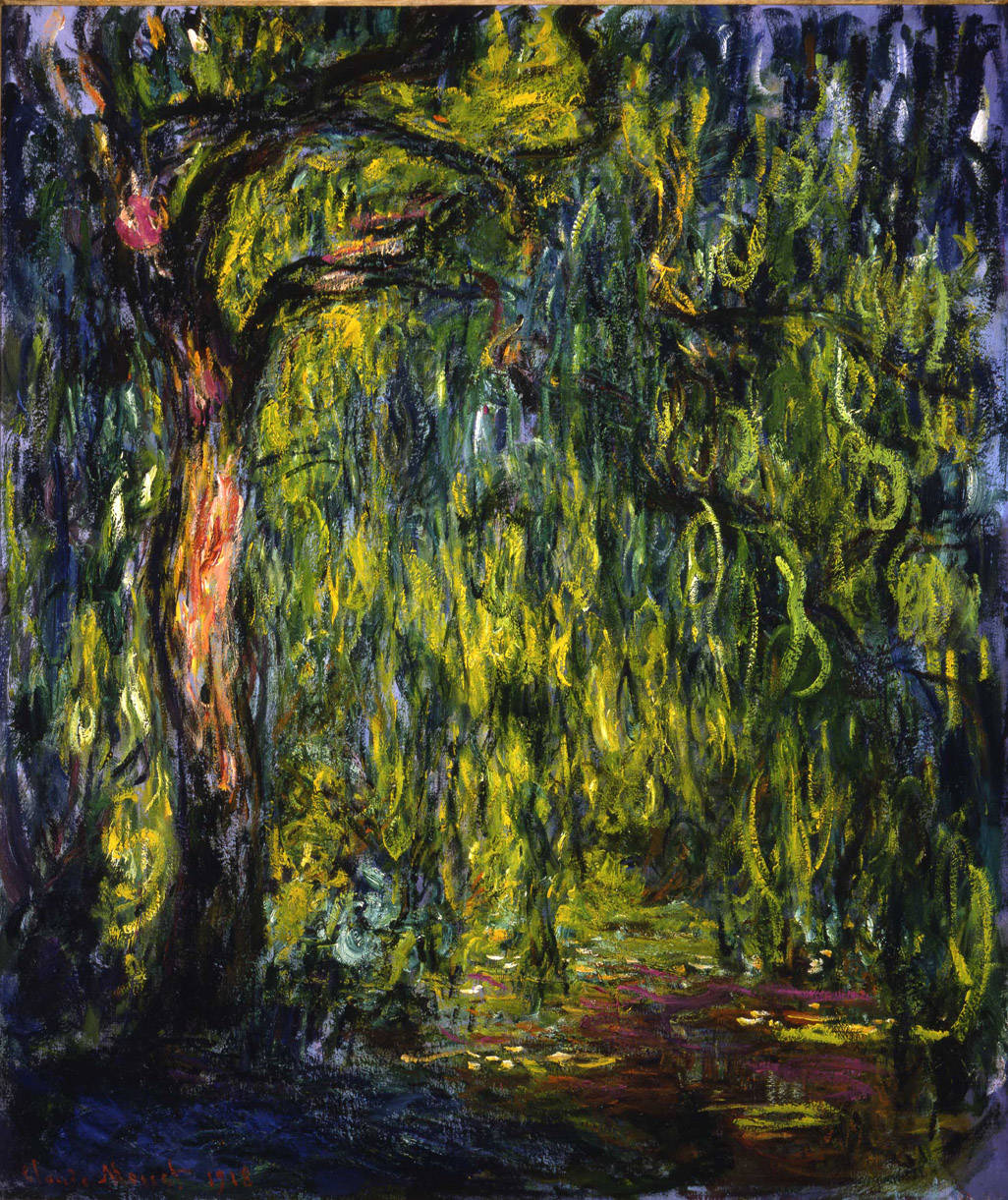
Weeping Willow, 1918, Columbus Museum of Art
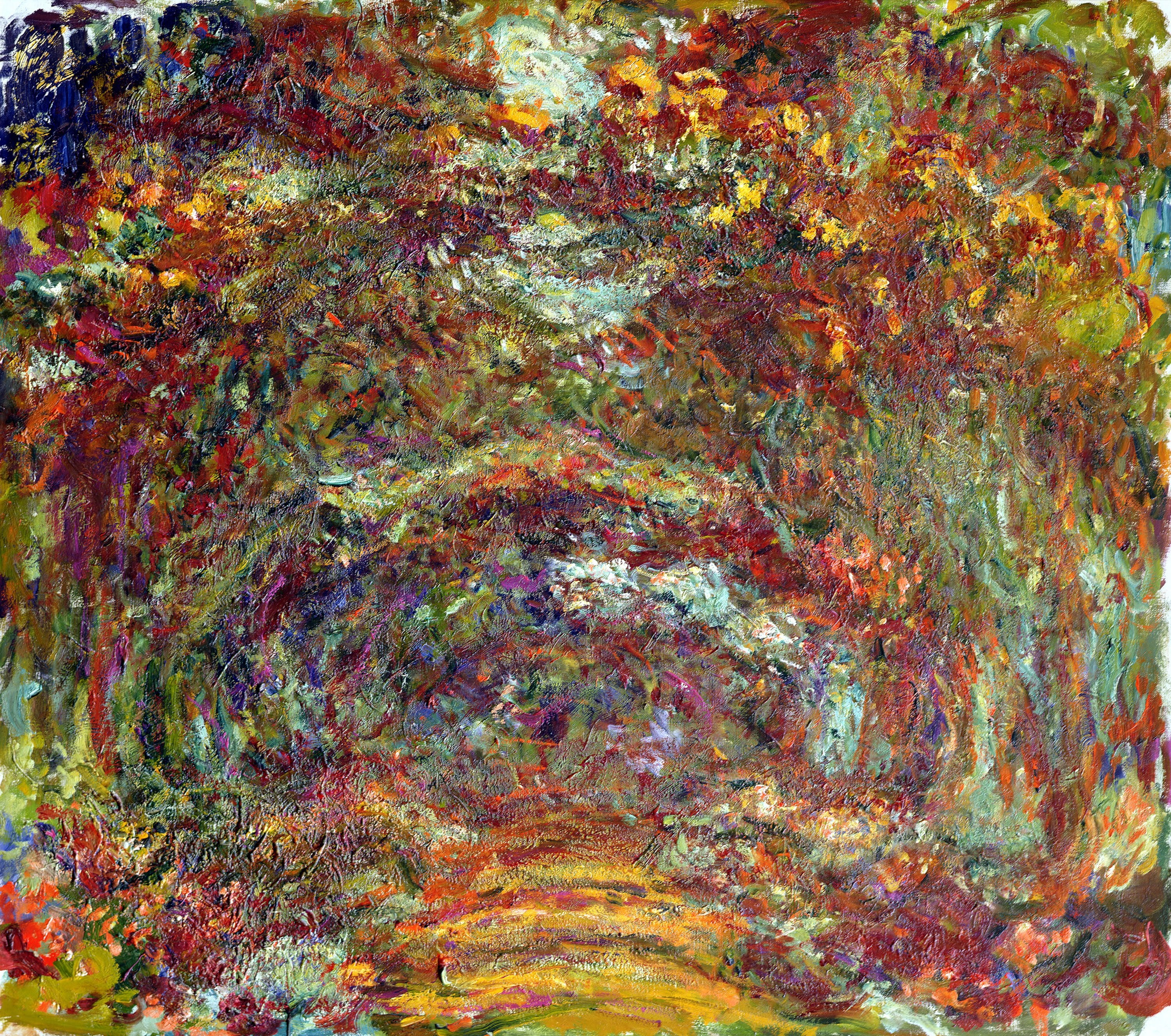
Le Chemin de roses à Giverny, 1920, Музей Мармоттан-Моне (Париж)
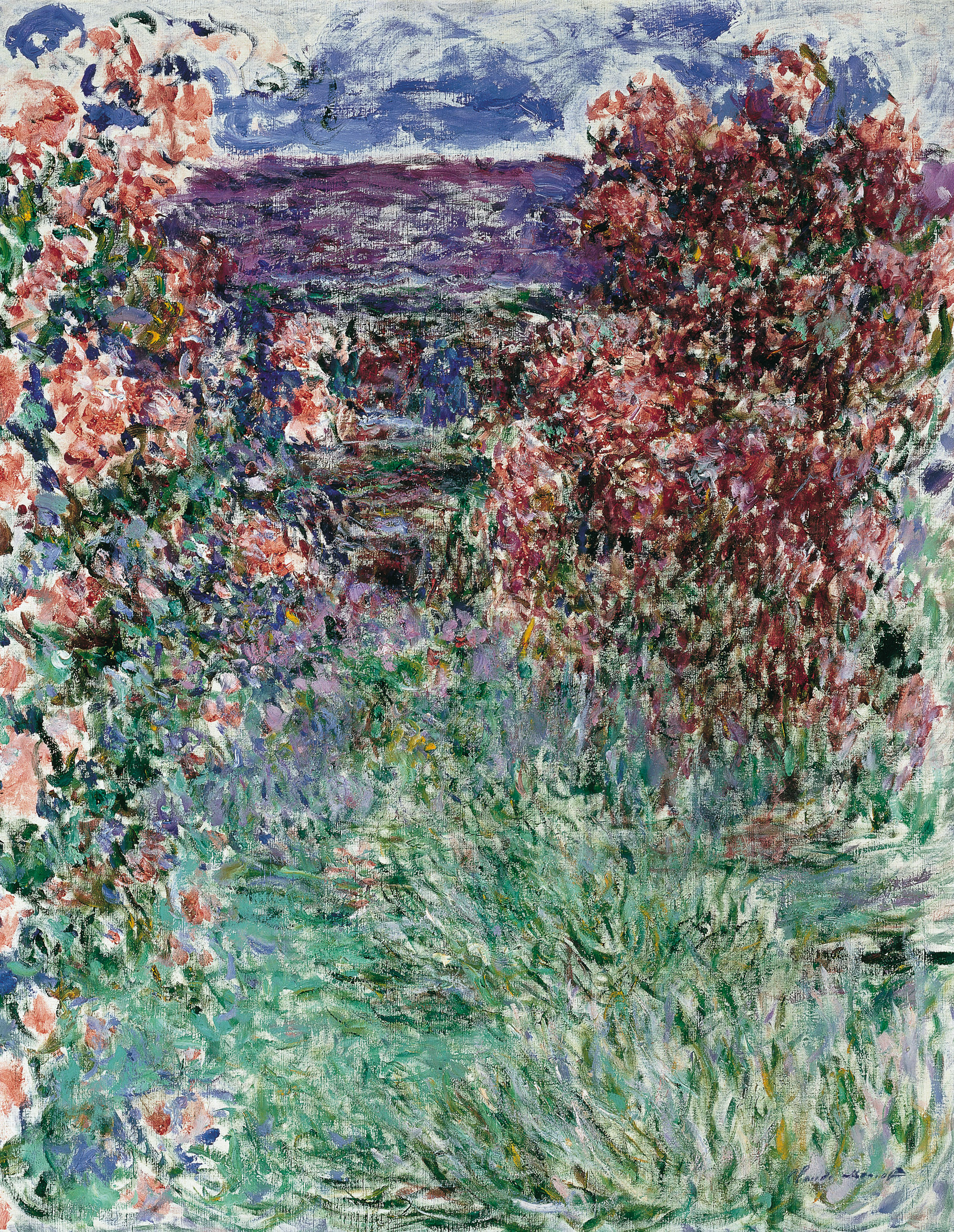
La Maison entre les roses, 1925, Музей Тиссена-Борнемисы (Мадрид)